# Wronów (województwo opolskie)
Wronów (niem.  Frohnau) – wieś w Polsce, położona w województwie opolskim, w powiecie brzeskim, w gminie Lewin Brzeski.
W latach 1975–1998 miejscowość należała administracyjnie do województwa opolskiego.

## Integralne części wsi
| SIMC    | Nazwa   | Rodzaj     |
| ------- | ------- | ---------- |
| 0498320 | Zawadno | przysiółek |

## Zabytki
Do wojewódzkiego rejestru zabytków wpisany jest:
- zespół pałacowy, z XIX-XX w.:
  - Pałac we Wronowie znajduje się w północno-wschodniej części miejscowości, powstał w końcu XVIII wieku, a przebudowany został w 1907 roku w stylu neobarokowym. W otoczeniu obiektu znajdują się zabudowania folwarczne
  - park.